# Церковь Святого Либория (Краснодар)
Церковь святого Либория — католический храм в городе Краснодар, Россия. Административно относится к Краснодарскому деканату епархии святого Климента с центром в Саратове, возглавляемой епископом Клеменсом Пиккелем. Церковь названа в честь католического святого Либория.

## История

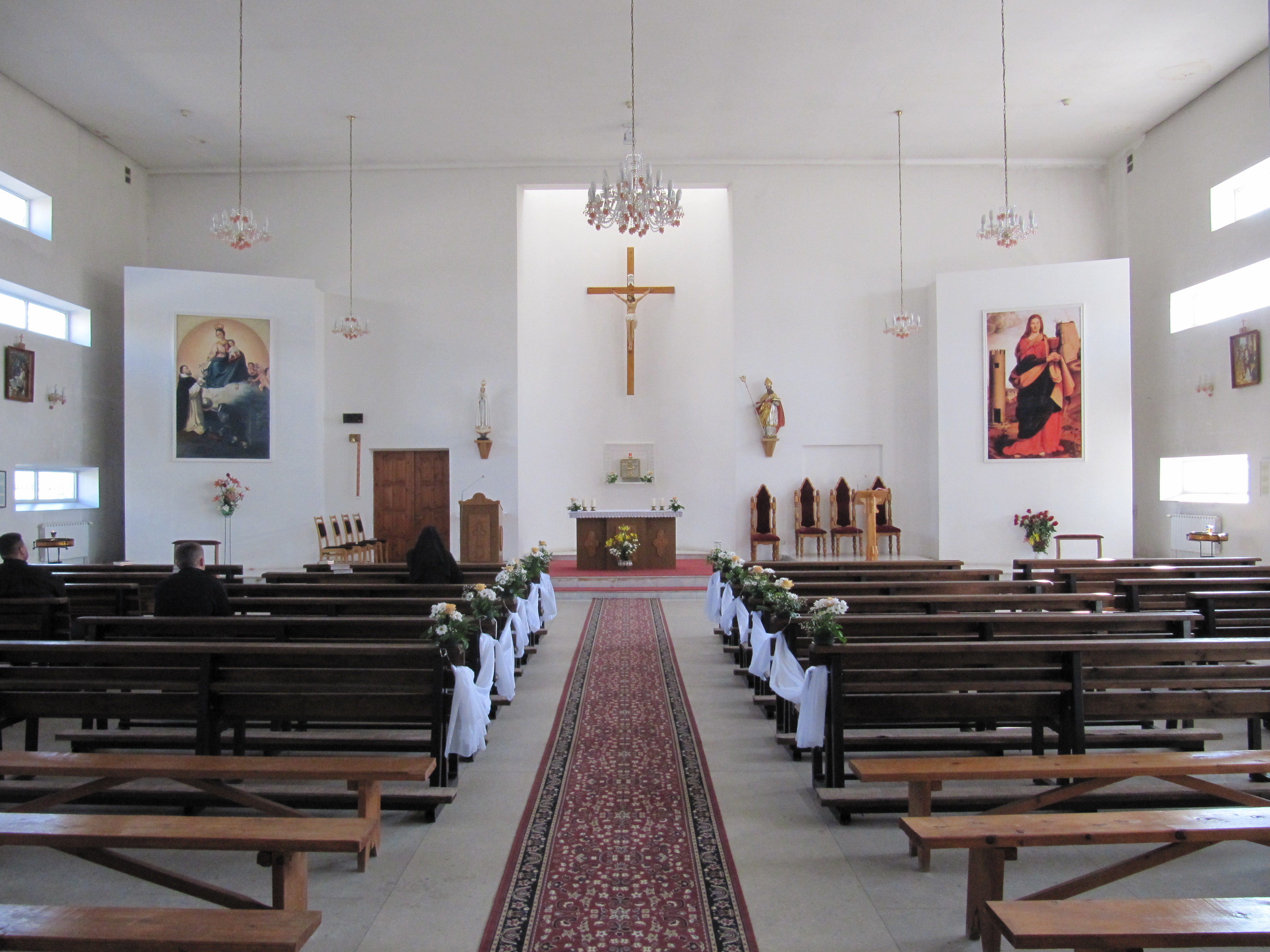
Интерьер церкви

Город Краснодар, основанный в 1793 г., получил при рождении имя Екатеринодар. Основателями кубанской столицы стали черноморские казаки. Костяк Черноморского казачьего войска, переселившегося на Кубань по жалованной грамоте Екатерины II в 1792–1794 гг., составили бывшие запорожские казаки. Особенности комплектования войска определили его полиэтничный состав. При этом преобладающим компонентом в войске был малороссийский (украинский) элемент. В состав войска также входили адыги, албанцы, армяне, болгары, великороссы, греки, евреи, литовцы, молдаване, немцы, поляки, сербы, татары, чехи и другие. Важно отметить, что все казаки были православными. Старинный казачий обычай призывал тех, кого принимали в казаки отрекаться от своего предыдущего статуса, прозвища или фамилии и веры.
Существенные изменения в этнокультурном развитии города стали происходить с 1860 г., когда была образована Кубанская область и Кубанское казачье войско, а Екатеринодар стал военно-административным центром более обширной территории и более многочисленного казачьего войска, в состав которого стали входить и католики (прежде всего, поляки). В этот период в городе было выстроено довольно много зданий культового назначения, в том числе римско-католическая часовня.
К 1880 г. в Екатеринодаре уже был каменный молитвенный дом, с трудом вмещающий всех прихожан, как проживающих в городе, так и приезжающих в областной центр из регионов. Окружной капеллан войск Кубанской области (с 1878 г.), почётный каноник Иосиф Канумов в течение полутора десятков лет пытался добиться строительства костёла в Екатеринодаре. Наконец, в 1893–1894 гг. на участке, купленном у братьев Рубан (угол современных улиц Советская и Октябрьская), была построена Екатеринодарская римско-католическая приходская церковь Святого Розария Пресвятой Девы Марии и Святой Варвары («Польский костёл») по адресу: ул. Графской, дом 14 (ул. Советская, 30). 8 сентября 1893 г. прошло освящение здания строящегося храма, а 11 декабря 1894 г. состоялось его открытие.
Впоследствии рядом были построены два причтовых дома и небольшая каменная колокольня (1896 г.). Здесь разместились помещения священника и церковно-приходское училище (школа). В декабре 1904 г. было создано Екатеринодарское римско-католическое общество пособия бедным, опекавшее церковно-приходскую школу и организовавшее при церкви небольшую богадельню. В 1898 г. Здесь была открыта публичная библиотека. В 1909 г. к причтовому дому был пристроен большой зал со сценой. Строительством руководил католик Иван Мальгерб, знаменитый екатеринодарский архитектор. В ограде церкви находился участок для погребения выдающихся членов римско-католической общины. В 1920-е гг. в здании церковно-приходского училища существовала Краснодарская 1-я польская советская школа I ступени (№ 30). Впоследствии здание церкви было перестроено, разделено на два этажа и отдано под жильё. В постсоветское время римско-католическая община города безрезультатно пыталась вернуть здание бывшего костёла.
В 1993 г. в Краснодаре было зарегистрировано Римско-католическое религиозное объединение Церкви Розария Пресвятой Девы Марии и Святой Варвары, председателем которой стал настоятель (с 1992 г.) прихода Св. Михаила Архангела в хуторе Семёновском Усть-Лабинского района Краснодарского края – польский священник о. Анджей Моравский. Первые Святые мессы в Краснодаре стали ежемесячно совершаться в помещении фирмы «СЕАБ». С 1994 г. Святые мессы стали проводиться в помещении Краснодарского Центра национальных культур (ул. Красноармейская, дом 53).
В августе 1996 г. администрация г. Краснодара выделила на улице 40 лет Победы, 172 участок площадью 0,4 га для строительства католического храма. Тогда же в Краснодар прибыл Генеральный викарий Апостольской администратуры для католиков латинского обряда европейской части России о. Антоний Хей, который встретился с архитектором Головеровым и подписал предварительный проект здания нового храма. Произошла и встреча с православным архиепископом Исидором. В сентябре 1996 г. была начата отсыпка грунта на территории будущей стройки. 14 сентября 1996 г. в Краснодар с трёхдневным визитом прибыл Посол Ватикана в России (Апостольский нунций) архиепископ Джон Буковски, освятивший 16 сентября место под строительство храма. В октября 1996 г. архиепископ Тадеуш Кондрусевич, епископ Иосиф Верт и епископ Ян Павел Ленга освятили краеугольный камень под строительство храмового комплекса в Краснодаре. В ноябре 1996 г. приход купил два железнодорожных вагона для использования в качестве складов для стройки. Покупка вагонов финансировалась Мюнхенской епархией. В декабре 1996 г. было начато возведение временной часовни и гаражей. Вбито 113 свай под фундамент храма. Стройка огорожена забором с двумя воротами. 21 декабря 1996 г. о. Анджей Моравский привёз в Краснодар из Семёновки статую паломничествующей Матери Божией Фатимской. 22 декабря 1996 г. в Краснодарском центре национальных культур прошла торжественная Святая месса. Во второй половине дня статуя паломничествующей Матери Божией Фатимской была уже в Анапе.
15–17 марта 1997 г. Краснодар вновь посетил Посол Ватикана в России архиепископ Джон Буковски. Он освятил временную часовню во имя Матери Божией Фатимской, крест и стройплощадку. В июне 1997 г. началось строительство дома с помещениями для катехизации и жильём для священника. 12 июля 1997 г. состоялось освящение углов дома и первых кирпичей. 17 августа 1997 г. Апостольский администратор европейской части России архиепископ Тадеуш Кондрусевич в присутствии генерального викария епархии Падерборн о. Бруно Крессинга и о. Пауля Кайзера освятил краеугольный камень храма в Краснодаре, получившего наименование Святого Либория.
В июле 1998 г. священник переселился в построенный дом. В сентябре 1998 г. началось строительство самого храма. 2 февраля 1999 г. Архиепископ Тадеуш Кондрусевич подписал декрет об учреждении Краснодарского деканата и о назначении деканом о. Анджея Моравского. 14 ноября 1999 г. Посол Ватикана в России архиепископ Джон Буковски в присутствии епископа Клеменса Пиккеля, представителя Митрополита Катовицкого прелата о. Алоизия Клёна и священников юга России освятил стены нового храма в Краснодаре.
2 сентября 2000 г. Апостольский администратор юга России епископ Клеменс Пиккель в присутствии архиепископа Йоганнеса Йоахима Дегенгардта из Падерборна и представителя Катовицкого митрополита о. Юзефа Крентоша освятил сразу два храма – святого Либория в Краснодаре и святых Ядвиги Силезской и Либория в Анапе. В том же 2000 г. временная часовня, представляющая собой типовой сборно-разборный торговый павильон, была перевезена из Краснодара в Нальчик.
После возрождения прихода настоятелями были:
С 1993 по 1994 год - о. Анджей Моравский
С 1994 по 1996 год - о. Януш Бляут
С 1996 по 2001 год - о. Анджей Моравский
С 2001 по 2006 год - о. Кшиштоф Гоик
С 2006 по 2007 год - о. Штефан Плитцнер
С 2007 по 2009 год - о. Мартин Себинь
С 2009 по 2010 год - о. Сергей Бабаджанян
С 2010 по 2018 год - о. Томаш Виосна
С 2018 года по настоящее время - о. Сергей Бабаджанян
С 2008 по 2010 год в приходе служил о. Марьян Гурски, с 2019 года также служит о. Маркус Новотни.
С ноября 2002 года в приходе работают монахини из Конгрегации Служительниц Иисуса в Евхаристии.

## Источник
- Католическая Энциклопедия, изд. Францисканцев, М., 2005, стр. 1336—1337, ISBN 5-89208-054-4
- http://krasnodar.dscs.ru/history